# Kalapura, Sira
Kalapura là một làng thuộc tehsil Sira, huyện Tumkur, bang Karnataka, Ấn Độ.